# NGC 7439
NGC 7439 est une vaste galaxie lenticulaire barrée relativement éloignée et située dans la constellation de Pégase. Sa vitesse par rapport au fond diffus cosmologique est de 9 074 ± 41 km/s, ce qui correspond à une distance de Hubble de 133,8 ± 9,4 Mpc (∼436 millions d'al). NGC 7439 a été découverte par l'astronome allemand Albert Marth en 1863.